# Jungfernberg (Glücksburg)
Jungfernberg (dänisch Jomfrubjerg) in der Gemeinde Glücksburg ist eine Erhebung inmitten des Ortsbereichs der Stadt Glücksburg, die eine Höhe von 25,4 m ü. NN hat.

## Hintergrund
Der Jungfernberg liegt inmitten des Ortes Glücksburg am nordöstlichen Rand des Glücksburger Schlosswaldes. Die Erhebung ist erstmals 1779 schriftlich erwähnt. Auch auf der Karte der Preußischen Landesaufnahme von 1879 war der Jungfernberg schon eingezeichnet und namentlich genannt. Die Namensgebung ist unklar. Nördlich und östlich direkt unterhalb des Berges verläuft die Paulinenallee, die weiter südlich zur Collenburger Straße führt, welche wiederum zum 400 Meter entfernten Zentrum des Ortes führt. Östlich direkt jenseits der Paulinenallee des bewaldeten Jungfernberges liegt des Weiteren das Friedeholz. Am südlichen Bergrand liegt die Straße Jungfernstieg, welche von der Collenburger Straße abgeht. Entlang der Paulinenallee, der Collenburger Straße und dem Jungfernstieg wurden seit Anfang des 20. Jahrhunderts mehrere Häuser gebaut, beispielsweise die Villa Luisenquelle (Paulinenallee 14). Die westtich gelegenen Fördehangbereiche bei Meierwik und bei Sandwig sowie die Fördehangbereiche beim Friedeholz sind zwar teilweise höher, aber der Jungfernberg wirkt auf Grund seiner separaten Talboden-Lage optisch wesentlich höher, als im Umfeld befindliche Höhenlagen. Der bewaldete Jungfernberg mit dem unmittelbar umliegenden Waldbereich von ungefähr 19 Hektar (an der Paulinenallee, zwischen dem Friedeholz und Sandwig) wird heute häufig auch in Gänze Jungfernberg genannt.